# Кисельный тупик
Кисе́льный тупи́к — небольшая улица в центре Москвы в Мещанском районе от Большого Кисельного переулка.

## Происхождение названия
Названия Кисельных переулков (Большого, Малого и Нижнего) и тупика существуют с XVII века. Их название возникло по находившимся здесь (близ кладбища Сретенского монастыря) дворам кисельников, в которых варились кисели для продажи приходившим на кладбище на поминки родственникам покойных.

## Описание
Кисельный тупик начинается от Большого Кисельного переулка, немного западнее Малого Кисельного, проходит на север и заканчивается в городской застройке, не доходя до Рождественского бульвара.